# Петко Разлошков
Петко Николов Разлошков е участник в Априлското въстание от 1876 г., роден в село Копривщица, по професия пандурин и кираджия (каруцар).
Преди провъзгласяването на въстанието е известен на Революционния комитет, но не е негов член. Понеже служи в Общината като пандурин, след включването му в комитетските дела е натоварен да следи и съобщава за последващите действия на турските власти и техните разпореждания.
След вдигането на въстанието на 20 април 1876 г. е назначен от комитетския куриер Никола Гайтанеков да отнесе Кървавото писмо на Тодор Каблешков до комитета в Панагюрище (по други сведения с тази задача е бил натоварен Никола Клисаров). Писмото благополучно е предадено на Панагюрския комитет и лично на Найден Дринов, а той го предава на Апостола Георги Бенковски. След няколко часово чакане за получаване на отговор става свидетел на повдигането на панагюрското въстание, след което отнася отговора в Копривщица на 21 април.
На 21 и 22 април е назначен за охрана на южните подстъпи на селото откъм Филибе и пази пътя за там. На същия 22 април влиза в състава на четата на Каблешков, с която се отправя към село Старо Ново село за подпомагане и повдигане духа на тамошните въстаници. На следващия ден в състава на четата на хилядника Найден Попстоянов взима участие в битката в село Стрелча и след нейния неуспех подпомага населението на селото да се евакуира в Копривщица.
Петко Разлошков в дните между 28 и 30 април е охрана на пътя за Панагюрище в района на местността Голям поп. Тук дружината му има среща с Павел Бобеков, Манчо Манев и някой си Йорчо, всичките панагюрски въстаници. Тези бойци имат намерение да се изтеглят в Стара планина, но Петко остава в селото си.
След погрома на копривщенското въстание живее известно време като нелегален и по този начин избягва ареста с всички тежки последствия от това. На 28 август 1896 г. отправя молба за отпускане на поборническа пенсия. Петко Разлошков почива в Копривщица в годините след 1908 г.